# Savuto
Le Savuto est un fleuve calabrais qui naît au lieu-dit Spineto sur la commune d'Aprigliano, sur le plateau de la Sila et après un parcours de 48 km à travers les provinces de Catanzaro et de Cosenza se jette  dans la mer Tyrrhénienne.

## Histoire
Tout près de son embouchure était établie une ville grecque appelée Terina au VIe siècle av. J.-C. [réf. nécessaire]
Les Romains appelaient ce fleuve Sabatus et les Grecs Ocinaros.

## Géographie
Pendant son parcours le Savuto traverse les seize communes sauivantes de Aprigliano, Parenti, Rogliano, Santo Stefano di Rogliano, Marzi, Carpanzano, Malito, Scigliano, Pedivigliano, Altilia, Grimaldi, Aiello Calabro, Martirano, San Mango d'Aquino, Cleto et Nocera Terinese, désignés comme les villages du Savuto.
La vallée traversée par le Savuto est appelée Vallée du Savuto.
La partie méridionale du Savuto (depuis Rogliano) correspond à l'ancienne "Via Popilia " des Romains. Près de Scigliano, se trouvent les ruines d'un pont qui remonte à l'époque romaine.

## Hydrologie
Le débit moyen est de 7,83 m3/s/s pour un bassin versant de 411,5 km2.